# C/1976 E1 (Bradfield)
C/1976 E1 (Bradfield) ist ein Komet, der im Jahr 1976 nur mit optischen Hilfsmitteln beobachtet werden konnte.

## Entdeckung und Beobachtung
Der Komet wurde am Morgen des 4. März 1976 (Ortszeit) von William A. Bradfield in Australien mit einem 150-mm-f/5,5-Refraktor entdeckt. Es war seine sechste Kometenentdeckung, nur zwei Wochen nach seiner letzten. Er hatte in diesem Zeitraum 9 Stunden nach Kometen gesucht. Bradfield schätzte die Helligkeit des Kometen zu 9 mag.
Der Komet konnte an den folgenden Tagen auch von anderen Beobachtern verfolgt werden, wurde aber nicht mehr heller als bei seiner Entdeckung, da er sich bereits wieder von Sonne und Erde entfernte. Die letzte Beobachtung erfolgte am 28. März 1976.

## Umlaufbahn
Für den Kometen konnte aus 12 Beobachtungsdaten über einen Zeitraum von 24 Tagen eine elliptische Umlaufbahn bestimmt werden, die um rund 148° gegen die Ekliptik geneigt ist. Die Bahn des Kometen verläuft damit schräg gestellt zu den Bahnebenen der Planeten, er durchläuft seine Bahn gegenläufig (retrograd) zu ihnen. Im sonnennächsten Punkt der Bahn (Perihel), den der Komet am 25. Februar 1976 durchlaufen hat, befand er sich mit 101,5 Mio. Kilometer Sonnenabstand im Bereich knapp innerhalb der Umlaufbahn der Venus. An diesem Planeten war er bereits am 10. Februar im ungewöhnlich geringen Abstand von nur 10,0 Mio. km vorbeigegangen und am 18. Februar hatte er sich noch dem Merkur bis auf 40,8 Mio. km genähert. Am 12. März kam er dann der Erde bis auf etwa 79,0 Mio. km (0,53 AE) nahe und am 10. April passierte er den Mars in 136,5 Mio. km Abstand.
In der Nähe des aufsteigenden Knotens seiner Umlaufbahn bewegte sich der Komet um den 27. Februar 1977 in extrem geringer Nähe zur Bahn des Jupiter, und zwar in nur etwa 60.000 km Abstand dazu. Wäre der Planet zu der Zeit an dieser Stelle seiner Bahn gewesen, hätte es eine direkte Kollision gegeben. Der Jupiter erreichte diese Stelle seiner Bahn allerdings erst gut zwei Monate danach um den 5. Mai 1977.
Für den Kometen konnte zunächst wegen der wenigen Beobachtungen durch B. Marsden keine elliptische Bahnform berechnet werden. Dennoch konnten E. Everhart und B. Marsden eine Abschätzung darüber treffen, wie die Bahn des Kometen während seiner Passage des inneren Sonnensystems beeinflusst wurde. Demnach wurde die Große Halbachse einer angenommenen elliptischen Umlaufbahn gegenüber dem ursprünglichen Wert deutlich verringert.
Nach den (mit relativ großen Ungenauigkeiten behafteten) Bahnelementen der JPL Small-Body Database und ohne Berücksichtigung nicht-gravitativer Kräfte hatte seine Bahn einige Zeit vor der Passage des inneren Sonnensystems eine Exzentrizität von etwa 0,99935 und eine Große Halbachse von etwa 1056 AE, so dass seine Umlaufzeit bei etwa 34.000 Jahren lag. Durch nahe Vorbeigänge am Jupiter am 12. Februar 1975 in etwa 3 AE und am 24. März 1977 in nur etwa ⅓ AE Abstand, sowie am Saturn am 14. August 1976 in etwa 7 ⅓ AE Distanz, wurde durch die Anziehungskräfte der Planeten die Bahnexzentrizität auf etwa 0,99687 und die Große Halbachse auf etwa 222 AE verringert, so dass sich seine Umlaufzeit auf etwa 3300 Jahre verkürzt. Diese Angaben besitzen allerdings aufgrund der wenigen Beobachtungsdaten eine hohe Unsicherheit.